# Orthoscypha concinna
Orthoscypha concinna är en svampart som beskrevs av Syd. 1927. Orthoscypha concinna ingår i släktet Orthoscypha och familjen Helotiaceae.   Inga underarter finns listade i Catalogue of Life.